# Antoine-Louis Barye
Antoine-Louis Barye, född 24 september 1796, död 27 juni 1875, var en fransk skulptör.
Antoine-Louis Barye har främst gjort sig berömd genom djurgrupper, till exempel Tiger sönderslitande krokodil och Lejon krossande en orm (brons). I Louvren finns en större samling småbronser av Barye.
Hans son Alfred Barye var också verksam som skulptör.